# Neolophonotus bimaculatus
Neolophonotus bimaculatus là một loài ruồi trong họ Asilidae. Neolophonotus bimaculatus được Londt miêu tả năm 1986. Loài này phân bố ở vùng nhiệt đới châu Phi.